# Tsongkha
Tsongkha is de geografische naam voor een gebied in het  noordoosten van de Chinese regio Amdo. Het maakt nu voor het grootste deel uit van de Chinese provincie Qinghai.

## Geografie
Het gebied strekt zich uit van Lanzhou in het oosten via Xining naar het huidige Huangyuan in het westen. In de richting noord-zuid  vanaf Datong ( niet te verwarren met het Datong in Shanxi) naar Minzhou.   Door het gebied stroomt van westelijke naar oostelijke richting de rivier Huang Shui (Tibetaans Tsong Chu). 

## De Tsongkha Confederatie
Vanaf ca. 750-850 maakte het gebied van Tsongkha deel uit van het Tibetaanse rijk. De eerste keer dat de naam Tsongkha in het Tibetaans wordt genoemd is in de inscriptie op de pilaar van Zhöl, een dorp dat nu deel uitmaakt van  Lhasa. Die inscriptie dateert van 764. Het meldt de verovering van Tsongkha door het Tibetaanse rijk. De inscriptie moet van enige tijd dateren na die eerste verovering, want de Tibetaanse annalen maken duidelijk dat het gebied daarna heroverd werd door de Chinezen en pas vanaf 757 weer deel uitmaakt van het Tibetaanse rijk.
Na de val van het rijk en de regerende Yarlung-dynastie in het midden van de 9e eeuw verdween het boeddhisme in een georganiseerde en monastieke vorm voor ongeveer  150 jaar uit Centraal-Tibet. 
In Tsongkha en andere delen van Amdo wist een deel van de boeddhistische traditie te overleven.
Aan het eind van de 10e, begin 11e eeuw vormden enkele  stammen in de omgeving van Qinghaimeer en in de regio Kokonor een confederatie. De bevolking van het gebied van Tsongkha was van een etnisch diverse afkomst. Tibetaanse soldaten die daar in de periode van het Tibetaans rijk in een garnizoensplaats gelegerd waren en na de val van het rijk ervoor kozen daar te blijven. Groepen met een andere etnische achtergrond, zoals de Tuyuhun, maar die al een paar eeuwen onder Tibetaans bestuur hadden geleefd en waren "getibetaniseerd". Oeigoeren en ook Han-Chinezen die daar onder Tibetaans bestuur hadden geleefd en Tibetaans spraken.
De confederatie stond onder leiding van Jiaosiluo en zijn nakomelingen. Er is slechts beperkte informatie over de herkomst van Jiasiluo. Vermoedelijk was hij afkomstig uit Gaochang, een oude oasestad nabij Turpan. Het grootste deel van de bevolking in dat gebied in de 10e eeuw was Chinees of Oeigoers.

## Relaties met naburige staten
Het politieke centrum van de Tsongkha federatie lag in Qingtang, nabij  het huidige Xining. 
De federatie speelde een belangrijke economische, politieke en militaire rol in de relaties met buurstaten als het China van de Song-dynastie, de  Westelijke Xia,ook wel  het rijk van de Tangutdynastie  en een aantal oasisstaten in de Gansu-Corridor, zoals Lanzhou.
Tsongkha bezat een groot aantal fokkerijen van paarden die met name gewild waren bij de militairen van de Song-dynastie. Het controleerde tevens de zuidelijke handelsroutes tussen Centraal-Azië en het rijk van de Song.
Het gebied van de federatie grensde aan het China van de Song-dynastie en aan de in die periode grootste rivaal van de Song, het rijk van de  Westelijke Xia. De federatie was dan ook voor beide rijken van grote strategische betekenis en een aantrekkelijke potentiële bondgenoot.Zelfs het wat verder verwijderde rijk van de Liao-dynastie onderhield diplomatieke betrekkingen met de federatie.
In die relatie is volgens veel tibetologen ook het ontstaan en de oorsprong te vinden van de patroon-priesterrelatie, een fenomeen dat in de geschiedenis van Tibet tot 1911 een overheersende rol zal spelen. De patroon-priesterrelatie is de relatie tussen een wereldlijk machthebber en een geestelijk leider. In een dergelijke relatie biedt de wereldlijk heerser zijn militaire bescherming aan de geestelijk leider,in ruil voor spirituele opleiding en zegening. De relatie is in het historisch perspectief van de Tibetaanse geschiedschrijving van cruciaal belang. Die relatie is in dat historisch perspectief essentieel voor de notie van die geschiedschrijving, dat Tibet tot aan 1950 een in wezen onafhankelijk land was.
Monniken die naar de hoofdstad van de Song-dynastie Kaifeng reisden kregen plechtige keizerlijke titels en prachtige geschenken in ruil voor hun beloften om op basis van hun religieus gezag de altijd opstandige stammen in Amdo rustig te houden. Ook archeologische vindplaatsen in het gebied in de vorm van beelden, schilderijen in Tibetaanse stijl geven een beeld van het succes van die lama's,
Er bestaan nauwelijks Tibetaanse bronnen over relaties tussen Tsongkha en Centraal-Tibet vanaf eind 9e eeuw. In een veel later werk uit de 14e eeuw wordt melding gemaakt van de rijkdom van de koning van Tsongkha tijdens de periode van de uit India afkomstige boeddhistische leraar Atisha, ( 982 - 1052). Verder is er nauwelijks iets over Tsongkha geschreven in de klassieke Tibetaanse literatuur.
Aan het eind van de 11e eeuw begon de Tsongkha-federatie uiteen te vallen. Een aantal stammen sloot onafhankelijk van de federatie een bondgenootschap met of de  Tangut-dynastie dan wel de Song-dynastie. Door de verzwakking van de federatie werden de afzonderlijke stammen in de 12e eeuw geabsorbeerd door hun voormalige bondgenoten.
In 1357 werd in het  gebied een van de belangrijkste Tibetaanse leraren Tsongkhapa, de man uit Tsongkha, geboren.
Een van de weinige plekken die begin 21e eeuw nog resteert van de vroegste geschiedenis is een tempelgrot vlak bij Xining.  Het bevat een grote en ongebruikelijke afbeelding van Maitreya, die geacht wordt spontaan te zijn ontstaan. Deze tempel is gewijd aan de Tibetaanse monniken die na de val van het rijk en de dynastie naar dit gebied trokken om de monastieke traditie van het Tibetaans boeddhisme te handhaven.